# SSB GT6
Der GT6 (nach Bauer Typ 28) war ein von der Maschinenfabrik Esslingen und der Waggonfabrik Fuchs gebauter sechsachsiger Straßenbahn-Gelenktriebwagen mit zwei Triebdrehgestellen der Stuttgarter Straßenbahnen AG (SSB), der auf dem Netz der Straßenbahn Stuttgart zum Einsatz kam. Er verfügte über ein mittig angeordnetes Laufdrehgestell der Bauart Jakobs, auf dem sich die Fahrzeughälften und der faltenbalgartige Übergang abstützten. Es handelte sich um fünf Prototypen, die in den 1950er Jahren auf Anregung des damaligen technischen Direktors der SSB, Alfred Bockemühl, konstruiert wurden, sich gestalterisch am ebenfalls von Bockemühl entworfenen Dresdner „Großen Hecht“ orientierten und sich bewusst technisch und optisch unterschieden.

## Untertypen, Gestaltung und Ausstattung
Bei der Gestaltung spielte unter anderem eine Rolle, dass Alfred Bockemühl Anthroposoph war. Die Vermeidung scharfer Ecken mittels Rundungen am Wagenkasten wie an den Fenstereinfassungen entsprach aber auch dem damaligen Trend (vgl. Duewag-Einheitswagen). Das windschnittige Äußere mit den spitz zulaufenden Stirnseiten galt als modern und hatte sich beim Hechtwagen zur Begrenzung des Raumbedarfs des Fahrzeugs in Kurven bereits bewährt. Der Innenraum war mit verschiedenen Kombinationen von Pastelltönen gestaltet:
- Tw 1: Sitze aus rotem Kunstleder, grüne Deckenlackierung
- Tw 2: Sitze aus grünem Kunstleder, gelbe Deckenlackierung
- Tw 3–5: Sitze aus blauem Kunstleder, rosa Deckenlackierung

Die Wagen waren für Einrichtungsbetrieb und Solotraktion (allerdings mit Notkupplung zum Abschleppen) ausgelegt und hatten vier druckluftbetätigte, außenliegende, wegen ihres langsamen Laufs als „Eieruhren“ bezeichnete Einzelschiebetüren, keine Innentüren, sie besaßen eine mit einer verglasten Edelholzwand abgetrennte Fahrerkabine mit Fahrersitz und zwei Schaffnerkabinen in Fahrzeugmitte.

## Entwicklung und Technik
Der GT6 wurde im Rahmen des Fahrgastaufschwungs in den 1950er Jahren beschafft. In Deutschland zeichnete sich, vor allem nachdem der damalige Verband öffentlicher Verkehrsbetriebe (VÖV) seinen „Verbandswagentyp“ (der für Stuttgart aber aus technischen Gründen nicht in Frage kam) vorgestellt hatte, eine Entwicklung zu modernen Großraumtriebwagen ohne Zwischentüren ab, außerdem plädierten SSB-Direktor Bockemühl und andere Nahverkehrswissenschaftler bereits damals für ein gestrafftes Netz auf besonderem Bahnkörper, wofür leistungsstarke sechsachsige Gelenkwagen zu beschaffen seien.
So besaßen die 1953 und 1954 ausgelieferten Triebwagen 1 bis 3 vier Motoren mit je 48 bzw. 58 kW Leistung, die Wagen 4 und 5 zwei Motoren mit je 120 kW Leistung. Ins Auge fielen auch die erstmals verwendeten Drehgestelle, das von Aufbauten völlig frei gehaltene Dach und der neuartige Scherenstromabnehmer, der anstelle der bisher üblichen Rollenstromabnehmer und bei Tw 1 überhaupt zum ersten Mal bei einem SSB-Fahrzeug zum Einsatz kam. Neu war außerdem das Prinzip des Fahrgastflusses: Die Fahrgäste sollten an den mittleren Türen einsteigen und je nachdem, in welcher Wagenhälfte sie sich befanden, nach vorne oder nach hinten an der jeweiligen Schaffnerkabine vorbei Richtung Fahrzeugende durchlaufen. Nicht zuletzt auch durch die edle Ausstattung und das elegante Äußere galten die Wagen bei der SSB als etwas Besonderes; das Fahrpersonal hatte seinen Dienst anfangs sogar in weißen Handschuhen zu versehen.

## Einsatz und Verbleib
Die GT6 verfügten mit ihrer Breite von 2,20 m (statt bisher 2,10 m), verbunden mit ihrer Überlänge von nahezu 25 m bzw. 2 × 12 m, über ein ungewohnt breites Lichtraumprofil (Fahrzeugbegrenzungslinie) und einen Kurvenausschlag, der dem von starren Vierachsern nahekam. Auf dem Anfang der 50er Jahre vorhandenen Schienennetz der SSB wäre unter diesen Umständen ein Einsatz ohne Zugbegegnungsverbote nur auf dem Abschnitt Hauptbahnhof – Neue Weinsteige – Möhringen (Südabschnitt Linie 5), der seit den 30er Jahren durch den Mischbetrieb mit Filderbahnfahrzeugen großprofilig ausgebaut war, sowie auf einigen eingleisigen Abschnitten in Außenbezirken (sofern Wendeschleifen vorhanden waren) möglich gewesen. Ein Ausbau oder notwendigerweise auch die Einstellung des engprofiligen innerstädtischen Restnetzes war aber, wie bereits bei der Auftragsvergabe für den GT6 klar wurde, allenfalls mittelfristig zu verwirklichen. Auch mit der Vorgabe, von den neuen technischen Errungenschaften des GT6 weiterhin zu profitieren entwickelte man ab 1954 zusätzlich den T2 als „kleinen Hecht“.
Ab Herbst 1958 begann auf den zwischenzeitlich ausgebauten Linien 5 und 6 (Gerlingen –) Hauptbahnhof – Möhringen der offizielle Probebetrieb in planmäßigen Kursen sowie als Verstärker auf der Linie 16 Feuerbach – Nordbahnhof – Charlottenplatz. Technische Kinderkrankheiten, die fehlkonstruierten Schiebetüren und der für die Fahrgäste schwer nachvollziehbare Fahrgastfluss sorgten bei diesen und beim Personal für Unmut, es kursierten bald sogar Schimpfworte wie „Bocke-Mühle“ und „Stefanie“ (= „steht immer, fährt nie“). Mit Erleichterung reagierten also alle Beteiligten 1959 auf die Lieferung der ersten GT4, der zwar die gefälligen äußeren Attribute der Vorgängertriebwagen übernahm, sich aber gegenüber dem GT6 mit seiner besseren Gelenkkonstruktion, einen übersichtlichen Fahrgastdurchlauf von hinten nach vorne, funktionssichere Schwingtüren mit Trittkontakt und der Einsparung eines Schaffners aus. Und so hatten sich die GT6 als personell und betrieblich unwirtschaftlich erwiesen und somit ihre Bedeutung verloren. Zug um Zug verschwanden die Wagen schon ab 1959 wieder aus dem Planeinsatz, mehrere Rahmenbrüche und ein Brandschaden führten 1965, als die letzten GT4 ausgeliefert waren, zur endgültigen Stilllegung und anschließenden Verschrottung der Sechsachser.

## Weiterverwendung
Die gut laufenden Drehgestelle der Wagen 4 und 5 gingen nach deren Verschrottung 1968 an die Straßenbahn Esslingen–Nellingen–Denkendorf (END), die sie als Ersatzteilspender für ihre Neubautriebwagen 12 und 13 verwendete. Das Laufgestell des Wagens 3 wurde 1970 in den SSB-Schneepflug 2097 (verkauft 1990) eingebaut, seine beiden Triebgestelle kamen 1973 im Untersatz für den Schienenkran („Gleisbaukran“) mit Betriebsnummer 2032 (verkauft 2000 nach Beschädigung) zur Verwendung.
Sechsachsige und später acht- bis zwölfachsige Jakobs-Gelenkwagen stellte u. a. die Firma Düwag ab 1956 in großer Serie her, sie kamen in vielen Städten in Westdeutschland jahrzehntelang und teilweise bis heute zum Einsatz, nur eben gerade nicht in ihrer Entwicklungsstadt Stuttgart.